# 사석포
사석포(射石砲), 또는 봄바드(bombard)는 공성전에서 무거운 돌덩어리를 쏘아 보내는 데 사용되던 중세의 대구경 전장식 캐넌이다. "봄바드"(bombarde)라는 말은 1380년경에 쓰여진 프랑스의 기록물에서 처음으로 발견된다. 이 말은 중세 라틴어와 프랑스어에서 파생되었는데, 어원은 소음을 만드는 행위를 의미하는 그리스어이다. 포격을 뜻하는 용어 "봄바드먼트"(bombardment)는 이 대포의 이름에서 유래되었다.

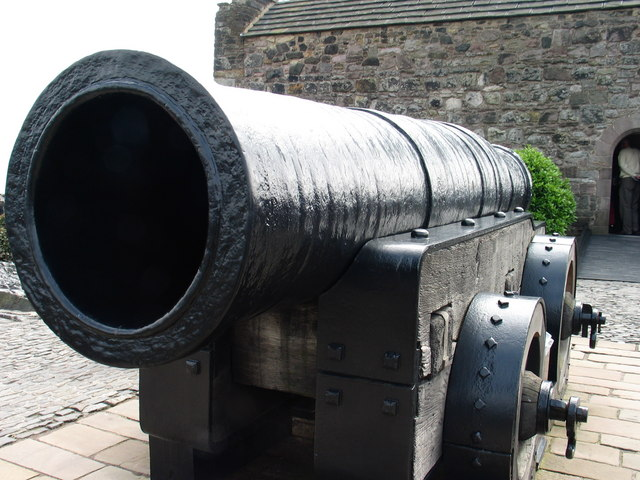
에든버러 성에서 전시된 몬스 멕.

사석포는 공성전에서 적의 방어 시설로 갖가지 투사체를 쏘아보냈다. 돌덩어리나 쇳덩어리는 물론이고, 불타는 물건이나 생석회를 먹인 직물, 그리스의 불 등도 사용되었다고 한다.
유명한 사석포로는 스코틀랜드의 제임스 2세가 사용한 거포(巨砲) 몬스 멕과 오스만 제국의 메흐메트 2세가 비잔티움 정복 때 사용한 우르반 거포가 있다.

## 참고 자료
- 본 문서에는 현재 퍼블릭 도메인에 속한 브리태니커 백과사전 제11판의 내용을 기초로 작성된 내용이 포함되어 있습니다.